# FreeCol
FreeCol es un videojuego de estrategia por turnos y de construcción de imperios, cuyo objetivo es crear una colonia y transformarla en una nación independiente. Es un clon multiplataforma de Colonization de Sid Meier. Es un juego libre y de código abierto. Es distribuido bajo la licencia GNU General Public License (GNU GPL). La programación se realiza en Java.

## Historia
La versión 0.1.0 fue lanzada el 2 de enero de 2003. Tras 20 años de desarrollo y múltiples versiones preliminares, el 2 de enero de 2023, en el 20 aniversario del lanzamiento de la versión 0.1.0, se liberó la versión 1.0.0